# Douglas A. Anderson
Douglas Allen Anderson (* 1959) ist ein US-amerikanischer Literaturwissenschaftler und Buchhändler. Sein Spezialgebiet ist die Fantasy-Literatur, verdient gemacht hat er sich besonders um die Editionsphilologie phantastischer Werke.
Anderson war als Buchhändler zunächst in Ithaca, New York, dann im nördlichen Indiana tätig. 1988 erschien sein erstes Buch The Annotated Hobbit, eine textkritische und kommentierte Ausgabe von J. R. R. Tolkiens berühmtem Kinderbuch The Hobbit. Seit der Veröffentlichung von The Annotated Hobbit, für das er den Mythopoeic Award erhielt, gilt Anderson als weltweit größter Experte für die Textüberlieferung des Hobbit.
Auf Andersons kritischen Textstudien zum Herrn der Ringe basiert die geänderte amerikanische Auflage bei Houghton Mifflin aus dem Jahr 2002, in der auch diverse Änderungen Tolkiens an britischen Ausgaben enthalten sind. Anderson steuerte auch eine Note on the Text bei, die die Geschichte dieser Änderungen bespricht.
Mit Verlyn Flieger und Michael D. C. Drout ist Anderson Herausgeber der Zeitschrift Tolkien Studies: An Annual Scholarly Review (bisher Band 1–7, 2004–2010).
Anderson gab auch moderne Ausgaben anderer Fantasy-Autoren heraus, z. B. von Kenneth Morris und William Hope Hodgson.

## Schriften
- J. R. R. Tolkien: Interviews, Reminiscences, and Other Essays (im Erscheinen)
- Tales Before Narnia: The Roots of Modern Fantasy and Science Fiction, 2008, ISBN 978-0-345-49890-8
- The 100 Best Writers of Fantasy & Horror,  2006 (unveröffentlicht)
- H.P. Lovecraft's Favorite Weird Tales: The Roots of Modern Horror, 2005
- Adrift on The Haunted Seas: The Best Short Stories of William Hope Hodgson, 2005
- Seekers of Dreams: Masterpieces of Fantasy, 2005
- Book of The Three Dragons by Kenneth Morris, 2004
- Tales Before Tolkien: The Roots of Modern Fantasy, 2003
- Eyes of the God: The Weird Fiction and Poetry of R. H. Barlow, 2002
- The Annotated Hobbit (Neuauflage), 2002, ISBN 0-618-13470-0
- The Life of Sir Aglovale de Galis, 2000
- The Dragon Path: Collected Tales of Kenneth Morris, 1995
- The Marvellous Land of Snergs by E. A. Wyke-Smith, 1995
- J. R. R. Tolkien: A Descriptive Bibliography (Winchester Bibliographies of 20th Century Writers) (mit Wayne G. Hammond), 1993
- The Lady of Frozen Death and Other Weird Tales by Leonard Cline, 1992
- The Chalchiuhite Dragon von Kenneth Morris, 1992
- The Annotated Hobbit, 1988